# Miguel Ángel López (voleibolista)
Miguel Ángel López Castro (Cienfuegos, 25 de março de 1997) é um jogador de voleibol cubano que atua na posição de ponteiro.

## Carreira

### Cienfuegos
Lopez Castro nasceu na província de Cienfuegos, Cuba, como o mais novo de 3 filhos de Elcida Juana Castro e Miguel Angel Lopez Martinez. Seu interesse pelo vôlei começou aos sete anos de idade, quando viu imagens do ex-astro cubano Joel Despaigne e sua capacidade de saltar.
Aos 18 anos, ele foi selecionado entre outros jovens jogadores para o centro nacional de vôlei Escuela National de Voleibol, em Havana, como uma das principais promessas do país.

### Gigantes del Sur
Na temporada 2017–18 recebeu permissão para jogar no exterior e assinou com o Gigantes del Sur, na Liga Argentina de Voleibol, sendo premiado como o melhor atacante do torneio.

### UPCN
López foi contratada para o campeonato 2019–20 pelo UPCN Vóley, time da primeira divisão argentina.
Em sua única temporada no UPCN, López marcou 375 pontos (319 no ataque, 30 no serviço e 26 no bloqueio) em 21 jogos do Campeonato Argentino, que foi interrompido pela Covid-19.
López foi agraciado com o prêmio Rus de Oro como o melhor recebedor de ponta na temporada 2019–20 na Liga Argentina de Voleibol.

### Cruzeiro
Em 4 de setembro de 2020, Sada Cruzeiro anunciou a contratação Miguel Ángel López.
| “       | Será uma viagem muito longa e cansativa, mas estou ansioso para chegar ao Brasil. Fiquei cerca de três meses com a minha família aqui em Cuba, mas já é hora de voltar às quadras! Me sinto muito bem, estou feliz em partir hoje e ansioso para começar a treinar com meus novos companheiros de time. | ” |
| — López | |   |

Em 14 de fevereiro de 2021, López conquistou a Copa do Brasil, seu primeiro grande triunfo no gigante sul-americano, quando o time do Sada Cruzeiro bateu Tabuaté Funvic em uma disputada partida que durou mais de três horas e cinco parciais (25–23, 31–29, 18–25, 27–29 e 15–13) na bolha de Saquarema, no Rio de Janeiro.
Em 13 de abril de 20241, após a eliminação do Cruzeiro para o Campinas, pelas quartas de final da Superliga de Vôlei, Lopez encerrou sua passagem pelo time mineiro. Pelo clube, ele conquistou 16 títulos: Mundial de Clubes - 2021; Sul-Americano (2022, 2023 e 2024)Superliga - (2021/22 e 2022/23) Copa Brasil (2021, 2022, 2023 e 2024) Supercopa do Brasil - 2021 e 2022; Campeonato Mineiro (2021, 2022, 2023 e 2024).

## Controvérsias
Em 4 de fevereiro de 2023, em partida válida pela 5ª rodada do returno da Superliga de 2022–23, López agrediu o oposto Paulo, do Minas Tênis Clube, no quarto set depois de uma discussão na rede. Ele recebeu os cartões amarelo e vermelho do árbitro, sendo desqualificado da partida e ainda suspenso. O Cruzeiro foi derrotado pelo Minas, de virada, por três sets a um (parciais de 23–25, 25–20, 25–18 e 25–16).
O Superior Tribunal de Justiça Desportiva (STJD) puniu o ponteiro López com três jogos de suspensão, em julgamento realizado em 23 de fevereiro de 2023.

## Seleção Cubana
Miguel Ángel López é membro da seleção cubana de voleibol masculino. Em 2016, representou seu país nos Jogos Olímpicos de Verão no Rio de Janeiro, que ficou em 11º lugar.

## Premiações individuais
- 2016: Copa Pan-Americana Sub-16 – Melhor ponteiro e melhor sacador
- 2017: Copa Pan-Americana Sub-21 – Melhor ponteiro
- 2017: Copa Pan-Americana – Melhor ponteiro
- 2018: Copa Pan-Americana – Melhor ponteiro
- 2018: Copa Pan-Americana Sub-23 – Melhor ponteiro
- 2019: Campeonato Argentino – Melhor ponteiro
- 2019: Copa Pan-Americana – MVP
- 2019: Campeonato NORCECA – MVP
- 2020: Campeonato Sul-Americano de Clubes – Melhor ponteiro
- 2021: Campeonato Mundial de Clubes – MVP e melhor ponteiro
- 2022: Superliga Série A – MVP e melhor ponteiro
- 2022: Copa Pan-Americana – Melhor sacador
- 2022: Campeonato Sul-Americano de Clubes – MVP
- 2023: Superliga Série A – MVP e melhor ponteiro
- 2023: Jogos Pan-Americanos– Melhor ponteiro
- 2023: Campeonato Sul-Americano de Clubes – MVP
- 2024: Campeonato Sul-Americano de Clubes – MVP e melhor ponteiro